# Herbert Schirmer
 (avril 2012).
Si vous disposez d'ouvrages ou d'articles de référence ou si vous connaissez des sites web de qualité traitant du thème abordé ici, merci de compléter l'article en donnant les références utiles à sa vérifiabilité et en les liant à la section « Notes et références ».
Herbert Schirmer, né le 8 juillet 1945 à Stadtlengsfeld, est un homme politique allemand, membre de la CDU d'Allemagne de l'Est. Il est, en 1990, ministre de la Culture au sein du cabinet de Maizière du gouvernement de la RDA. Il est également député à la Chambre du peuple.